# Kelly Rowland
Kelendria "Kelly" Rowland (født 11. februar 1981) er en amerikansk sangerinde, sangskriver, danser, model og tv-vært. Hun er født i Atlanta, Georgia og er opvokset i Houston, Texas. Rowland har vundet fem Grammy Awards, og var medlem af pigegruppen Destiny's Child fra 1990-2006, en af det mest succesfulde grupper nogensinde, men har sidenhen skabt en solokarriere, med roller i spillefilm og tv-serier, og har solgt millioner af album og haft flere store hits.
Mens medlemmerne i Destiny's Child tog en pause fra hinanden, samarbejdede Rowland med rapperen Nelly på singlen "Dilemma," et internationalt #1-hit, og udgav i 2002 sit rock pop-inspirerede soloalbum Simply Deep. Det blev en kommerciel succes med 2 millioner solgte eksemplarer på verdensplan, som affødte tre mere eller mindre succesfulde singler, deriblandt "Stole" og "Can't Nobody." Efter opløsningen af Destiny's Child i 2005 udgav Rowland hendes andet album, Ms. Kelly, i 2007 efter at være blevet udskudt et år. Det var en moderat succes på hitlisterne, men kastede hitsinglerne "Like This" og "Work" af sig. I 2009 fik hun endnu et #1-hit for samarbejdet med den franske dj David Guetta på singlen "When Love Takes Over".
I 2002 forsøgte Rowland sig med skuespil, hvilket førte til gæsteroller på sitcoms som The Hughleys og Girlfriends, og hovedroller i film som Freddy vs. Jason (2003) og The Seat Filler (2004). I 2009 blev hun vært på realityserien The Fashion Show sammen med Isaac Mizrahi.
I 2011 var hun ny dommer i den engelske udgave af X Factor, hvor hun erstattede Dannii Minogue. Pga. en konflikt måtte hun ikke medvirke som dommer i sæson 9 af programmet i 2012 og blev erstattet af Nicole Scherzinger.

## Diskografi
- Simply Deep (2002)
- Ms. Kelly (2007)